# Venusberget

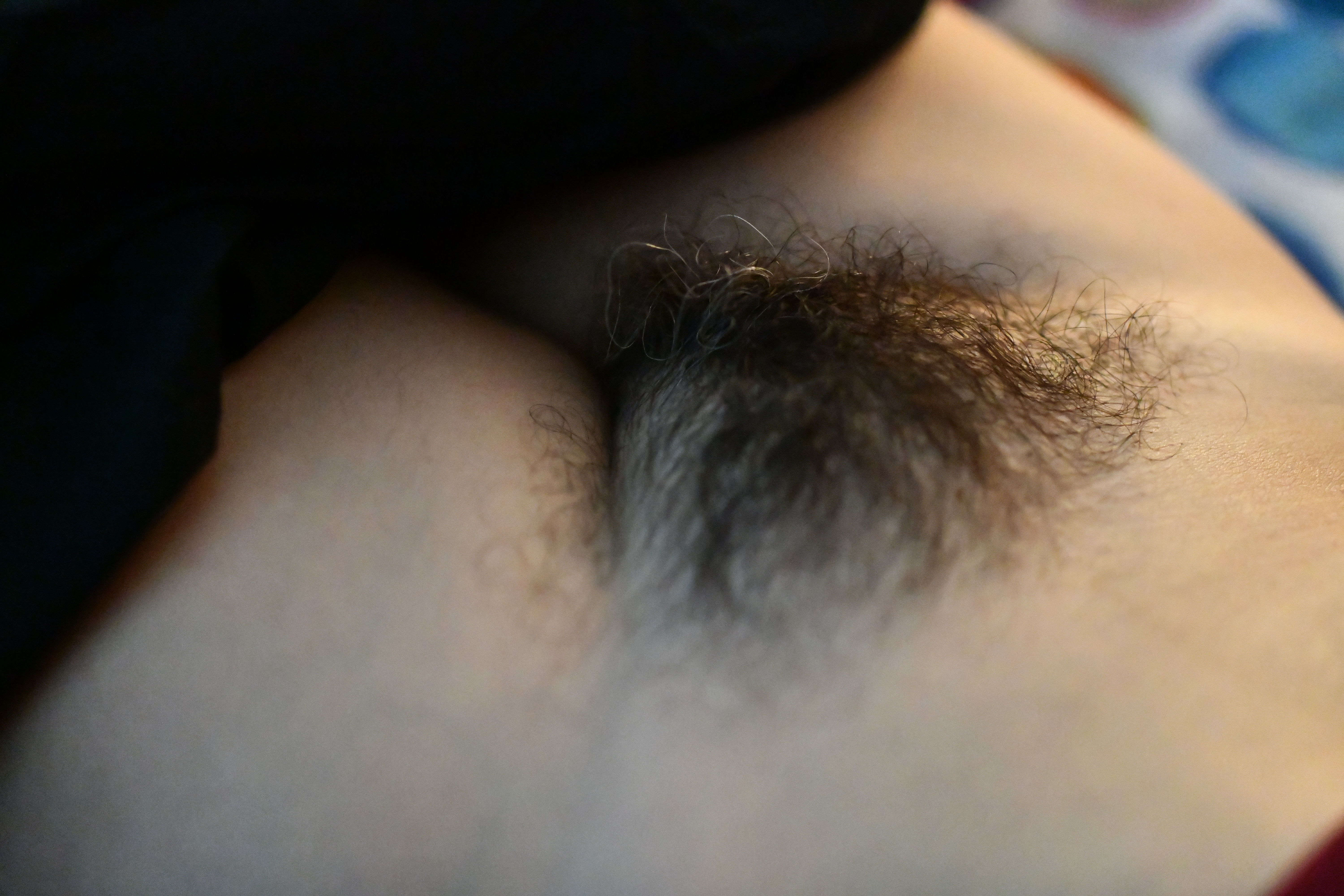
Postpubertalt venusberg.

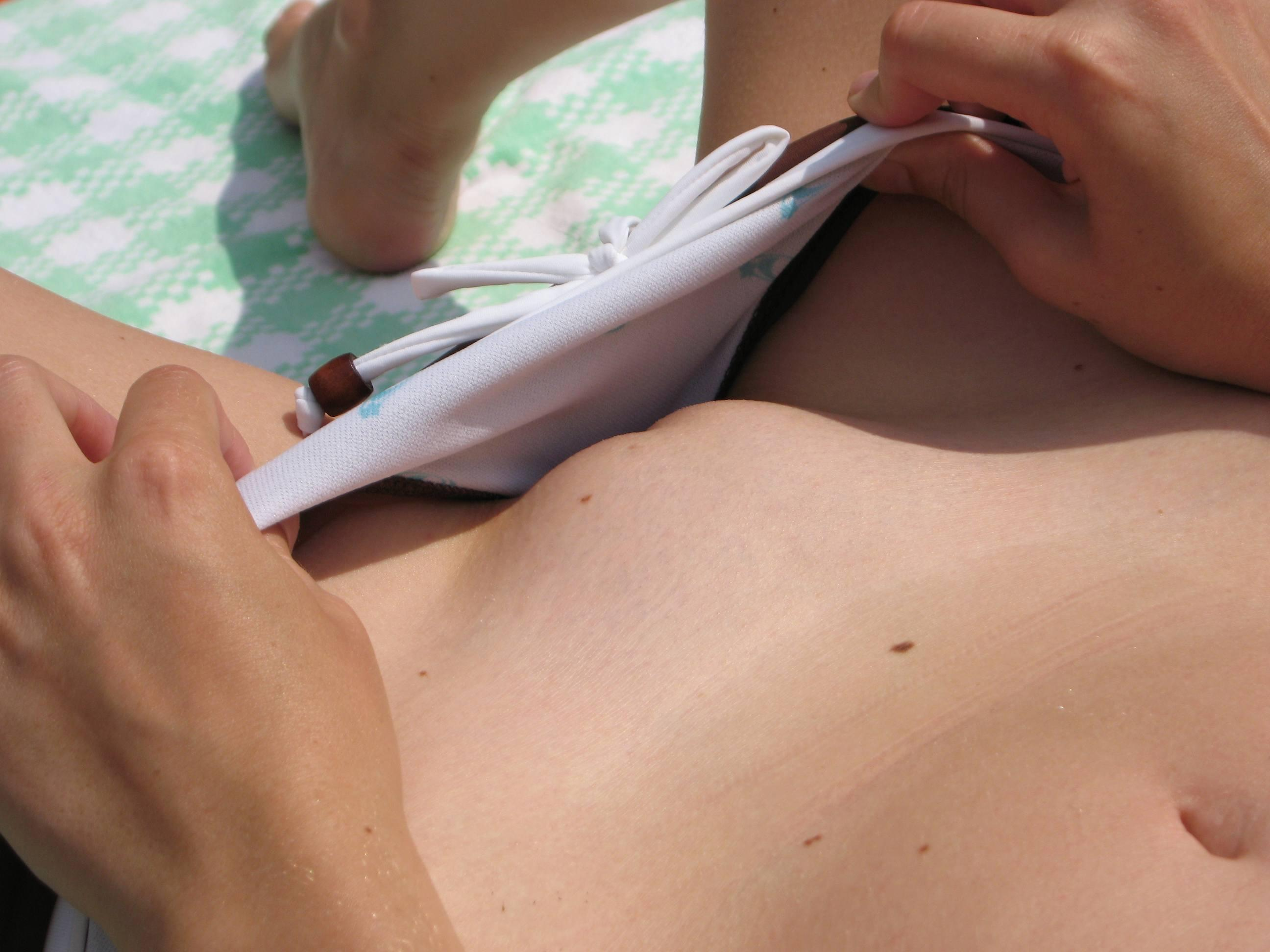
Venusberg utan könshår.

Venusberget (latin mons pubis eller mons veneris) kallas det fettrika område som buktar ut ovanför kvinnans yttre blygdläppar, labia majora, och som blir hårbevuxet i puberteten. Det är en del av de yttre könsorganen hos kvinnan, vulvan. Området ligger framför blygdbenet, pubis, vilket är grunden till ett av dess latinska namn.
I venusberget finns många nervändar, vilket gör området känsligt för tryck och beröring.